# Nina Kunzendorf

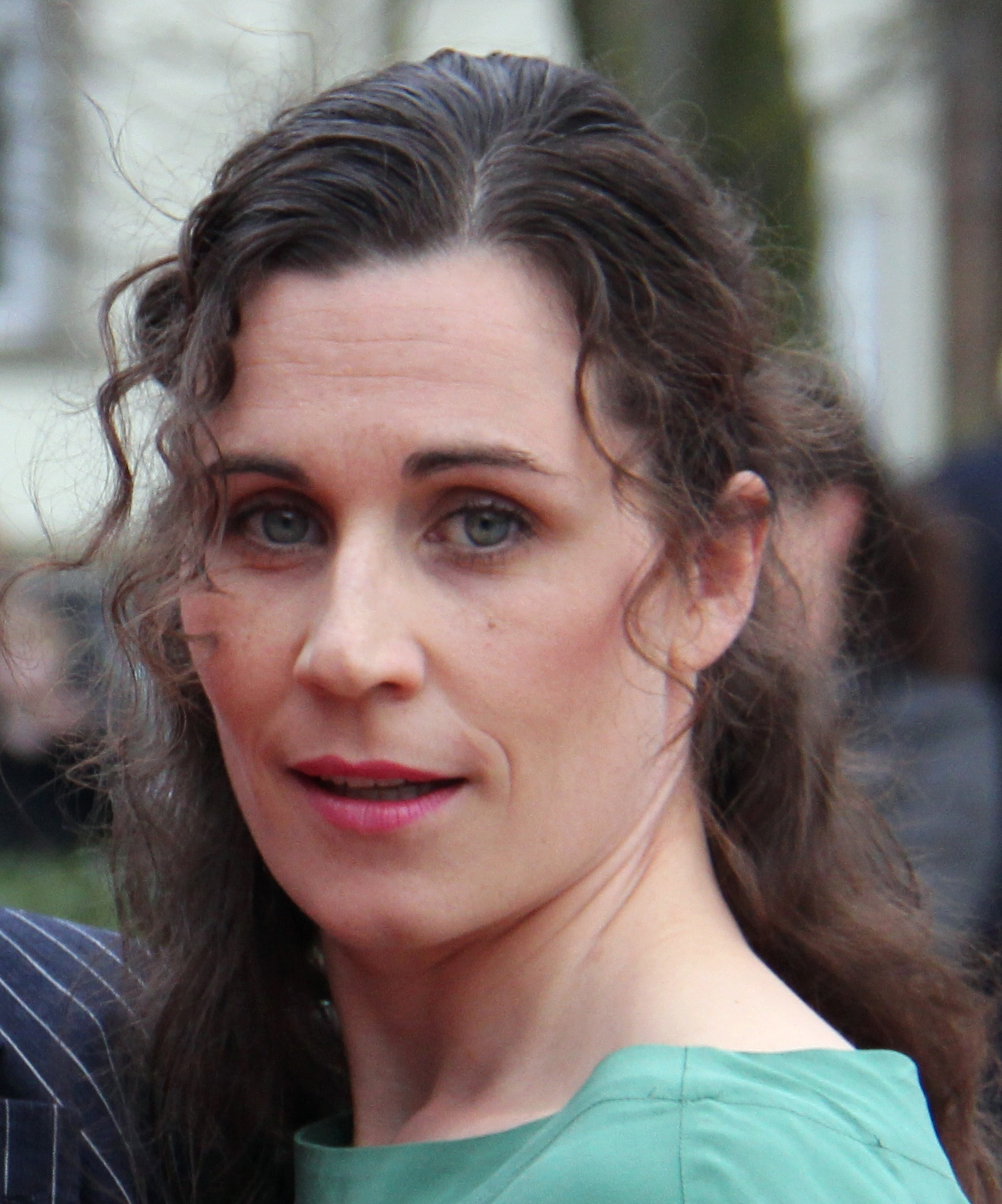
Nina Kunzendorf (2011)

Nina Kunzendorf (* 10. November 1971 in Mannheim) ist eine deutsche Schauspielerin.

## Leben

### Herkunft, Ausbildung und Theater
Nina Kunzendorf kam als Tochter einer Lehrerin und eines Arztes zur Welt und wuchs mit ihrer jüngeren Schwester in Mannheim auf. Nach dem Abitur am Ludwig-Frank-Gymnasium studierte sie von 1992 bis 1996 an der Hochschule für Musik und Darstellende Kunst in Hamburg.
Nach einem ersten Engagement am Nationaltheater Mannheim spielte sie von 1998 bis 2001 am Deutschen Schauspielhaus in Hamburg. 2001 wechselte Kunzendorf nach München und gehörte bis 2004 zum Ensemble der Münchner Kammerspiele. 2004 erhielt sie gemeinsam mit Brigitte Hobmeier, Thomas Loibl und Stefan Sevenich den Bayerischen Kunstförderpreis in der Sparte Darstellende Kunst.

### Film und Fernsehen
Ihren ersten Kinoauftritt hatte Kunzendorf 1992 in Yılmaz Arslans Erstlingswerk Langer Gang über eine Gruppe körperlich behinderter Jugendlicher in einem Reha-Zentrum. Ihr Fernsehdebüt gab sie 2002 in Jo Baiers Nachkriegssaga Verlorenes Land an der Seite von Martina Gedeck und Monica Bleibtreu. Seitdem war sie in zahlreichen Fernsehproduktionen, darunter erneut unter der Regie Jo Baier in Stauffenberg als Ehefrau der Titelfigur, Nina Schenk Gräfin von Stauffenberg, und 2003 in Margarethe von Trottas Rosenstraße auf der Kinoleinwand zu sehen.
In Rainer Kaufmanns mehrfach preisgekröntem Drama Marias letzte Reise begleitete Kunzendorf als Krankenschwester Andrea eine todkranke Bäuerin und wurde dafür 2005 zusammen mit Monica Bleibtreu und Michael Fitz mit einem Sonderpreis des Bayerischen Fernsehpreises bedacht. Ebenfalls 2005 spielte sie in der Polizeiruf-110-Folge Der scharlachrote Engel das Opfer eines Gewaltverbrechens, das sich weigert, die von ihm erwartete Opferhaltung einzunehmen. Für ihre darstellerische Leistung wurde Kunzendorf 2006 zusammen mit ihren Schauspielkollegen Michaela May und Edgar Selge sowie Regisseur Dominik Graf und Drehbuchautor Günter Schütter mit dem Grimme-Preis mit Gold ausgezeichnet. 2006 wurden mit Sperling und die Katze in der Falle, Die Nachrichten und Marias letzte Reise drei weitere Filme, in denen Kunzendorf mitwirkte, für den Grimme-Preis nominiert.
2006 stand Kunzendorf für Andreas Kleinerts Film Hurenkinder, der in Hamburgs Medienwelt spielt, vor der Kamera. Im selben Jahr entstand unter der Regie von Lars Kraume Guten Morgen, Herr Grothe über den Alltag an einer deutschen Hauptschule. In Matti Geschonnecks zweiteiligem Thriller Entführt geriet Kunzendorf als Liane Bergmann in ein Netz aus Lügen, familiären Intrigen und offenen Rechnungen. 2010 übernahm sie in Niki Steins Drama um einen Scientology-Aussteiger, Bis nichts mehr bleibt, die Rolle der Ethik-Offizierin Helen Berg. Der Fernsehfilm In aller Stille, in dem Kunzendorf eine Polizistin am Ende ihrer Kraft spielt, entstand abermals in Zusammenarbeit mit dem Regisseur (Rainer Kaufmann) und der Drehbuchautorin (Ariela Bogenberger) von Marias letzte Reise sowie Michael Fitz als Schauspielkollegen.
2011 traten Nina Kunzendorf und Joachim Król als Tatort-Kommissare für den Hessischen Rundfunk die Nachfolge des Frankfurter Ermittlerteams Andrea Sawatzki und Jörg Schüttauf an. Nach fünf Folgen gab sie 2012 auf eigenen Wunsch die Rolle auf. 2013 hatte sie in einer anderen Rolle einen Gastauftritt als Kommissarin im Tatort des NDR in der Folge Mord auf Langeoog.
2015 erhielt Kunzendorf für die Hauptrolle der Lene Winter in Christian Petzolds Spielfilm Phoenix den Deutschen Filmpreis als beste Nebendarstellerin. Im Januar 2021 war sie in der dritten Staffel der ARD-Historienserie Charité als Kinderärztin Ingeborg Rapoport in einer der Staffelhauptrollen zu sehen.
Kunzendorf ist Mitglied der Deutschen Filmakademie.

### Privates
Nina Kunzendorf lebt in Berlin mit ihren beiden Kindern. Sie unterhielt von 2012 an eine Liebesbeziehung zu dem Regisseur Stefan Kornatz.
Bei den Dreharbeiten zur 2022 veröffentlichten RTL-Dramaserie Das Haus der Träume lernte sie den Schauspieler Samuel Finzi näher kennen, mit dem sie seither liiert ist.

## Filmografie
- 1992: Langer Gang
- 2002: Verlorenes Land (Fernsehfilm)
- 2002: Hochzeitstag (Kurzfilm)
- 2003: Treibjagd (Fernsehfilm)
- 2003: Rosenstraße
- 2004: Schimanski: Das Geheimnis des Golem (Fernsehreihe)
- 2004: Stauffenberg (Fernsehfilm)
- 2005: Polizeiruf 110: Der scharlachrote Engel (Fernsehreihe)
- 2005: Marias letzte Reise (Fernsehfilm)
- 2005: Sperling und die Katze in der Falle (Fernsehreihe)
- 2005: Die Nachrichten (Fernsehfilm)
- 2006: Nette Nachbarn küsst man nicht (Fernsehfilm)
- 2007: Guten Morgen, Herr Grothe (Fernsehfilm)
- 2007: Angsthasen (Fernsehfilm)
- 2008: Hurenkinder (Fernsehfilm)
- 2009: Entführt (Fernsehfilm)
- 2009: Tatort: Neuland (Fernsehreihe)
- 2009: Tatort: Höllenfahrt
- 2010: Bis nichts mehr bleibt (Fernsehfilm)
- 2010: Wiedersehen mit einem Fremden (Fernsehfilm)
- 2010: In aller Stille (Fernsehfilm)
- 2011: Blaubeerblau (Fernsehfilm)
- 2011: Liebesjahre (Fernsehfilm)
- 2011: Das Duo: Liebe und Tod (Fernsehreihe)
- 2011–2015: Tatort → siehe Steier und Mey
  - 2011: Eine bessere Welt
  - 2011: Der Tote im Nachtzug
  - 2012: Es ist böse
  - 2012: Im Namen des Vaters
  - 2013: Wer das Schweigen bricht
- 2013: Tatort: Mord auf Langeoog
- 2013: Kommissarin Lucas – Bittere Pillen (Fernsehreihe)
- 2013: Meine Schwestern
- 2013: Das Mädchen mit den Schwefelhölzern (Fernsehfilm)
- 2014: Phoenix
- 2015: Die Frau in Gold (Woman in Gold)
- 2015: Nacht der Angst (Fernsehfilm)
- 2016: Das Programm (Fernsehfilm)
- 2016: Hilfe, wir sind offline! (Fernsehfilm)
- seit 2016: Tödliche Geheimnisse (Fernsehreihe)
  - 2016: Geraubte Wahrheit
  - 2017: Jagd in Kapstadt
  - 2020: Das Versprechen
- 2017: Das Verschwinden (Fernsehvierteiler)
- 2018: Hackerville (Fernsehserie, Folge Drei Neunen)
- 2019: Klassentreffen (Fernsehfilm)
- 2019: Der gute Bulle: Friss oder stirb (Fernsehreihe)
- 2019: Klassentreffen (Fernsehserie)
- 2019: Totenfieber – Nachricht aus Antwerpen (Fernsehfilm)
- 2019: My Zoe
- 2020: Schwartz & Schwartz: Wo der Tod wohnt (Fernsehreihe)
- 2020: Freaks – Du bist eine von uns
- 2020: Altes Land (Fernsehzweiteiler)
- 2020: Ökozid (Fernsehfilm)
- 2021: Charité (Fernsehserie, Staffel 3)
- 2021: Furia (Fernsehserie)
- 2022: Das Haus der Träume (Fernsehserie)
- 2022: Kroymann (Satiresendung, Schöne Bescherung)
- 2023: Das Mädchen von früher (Fernsehfilm)
- 2023: One for the Road
- 2023: Winterwalzer (Fernsehfilm)
- 2024: München Mord: A saisonale G’schicht (Fernsehreihe)
- 2025: Spuren (Miniserie)

### Als Sprecherin
- 2024: Die Legenden von Paris (Fernsehserie in vier Teilen von ARTE)

## Theater

### Nationaltheater Mannheim
- 1996–1998: Ritter, Dene, Voss von Thomas Bernhard – Regie: Barbara Frey
- 1996–1998: Der Kirschgarten von Anton Tschechow – Regie: Bruno Klimek
- 1996–1998: Antigone von Sophokles – Regie: Jasmin Hoch

### Deutsches Schauspielhaus Hamburg
- 1998–2001: Jeff Koons von Rainald Goetz – Regie: Stefan Bachmann
- 1998–2001: Schlachten! von Tom Lanoye, Luk Perceval – Regie: Luk Perceval

### Kammerspiele München
- 2001–2003: Orestie von Aischylos – Regie: Andreas Kriegenburg
- 2001–2004: Alkestis von Euripides – Regie: Jossi Wieler
- 2003–2004: Miss Sara Sampson von Gotthold Ephraim Lessing – Regie: Stephan Rottkamp
- 2003–2005: Anatomie Titus Fall of Rome von Heiner Müller – Regie: Johan Simons
- 2004–2006: Mittagswende von Paul Claudel – Regie: Jossi Wieler
- 2005–2007: Die zehn Gebote nach Dekalog von Krzysztof Kieślowski und Krzysztof Piesiewicz – Regie: Johan Simons
- 2009–2010: Das letzte Band / Bis dass der Tag euch scheidet oder Eine Frage des Lichts von Samuel Beckett, Peter Handke – Regie: Jossi Wieler (in Kooperation mit den Salzburger Festspielen 2009)

### Schaubühne Berlin
- 2017–2019: Lenin von Milo Rau & Ensemble, Regie: Milo Rau (Uraufführung, 2017)
- 2018–2019: Shakespeare's Last Play von Dead Centre, Regie: Ben Kidd und Bush Moukarzel (2018)

## Hörspiele und Hörbücher (Auswahl)
Kunzendorf ist im Verlauf ihrer Karriere bereits für verschiedene Verlage tätig gewesen, so etwa für Random House Audio, Argon Verlag, Hörbuch Hamburg, der Audio Verlag & BookBeat:
- Polar von Albert Ostermaier, Hessischer Rundfunk 2007, mit Peter Matić, Wolfgang Michael und Wolfram Koch[11]
- Ein Elefant für die Prinzessin von Linda Groeneveld, Argon Verlag, 2013, ISBN 978-3-7373-6593-2
- Der Liebhaber von Marguerite Duras, Regie: Kai Grehn (Hörspiel – SWR) Hörbuch Hamburg, ISBN 978-3-95713-064-8
- Endgültig von Andreas Pflüger, Deutschland Random House Audio 2016, ISBN 978-3-8371-3402-5
- Niemals von Andreas Pflüger, Deutschland Random House Audio 2017, ISBN 978-3-8371-3574-9
- Geblendet von Andreas Pflüger, Deutschland Random House Audio 2019, ISBN 978-3-8371-4393-5
- Missing Robert (5-teilige Horror-Serie) von Hendrik Efert und Beate Stender, Viertausendhertz und WDR[12]
- Mein drittes Leben von Daniela Krien, Diogenes Verlag, 2024, ISBN 978-3-257-69582-3
- Kalte Füße von Francesca Melandri, 2024, Podcast von NDR Kultur und Bayern 2[13]

## Auszeichnungen
- 2004 – Bayerischer Kunstförderpreis in der Sparte Darstellende Kunst
- 2005 – Bayerischer Fernsehpreis für Marias letzte Reise
- 2006 – Adolf-Grimme-Preis mit Gold für Polizeiruf 110: Der scharlachrote Engel
- 2009 – Hessischer Fernsehpreis als Beste Darstellerin für Tatort – Neuland
- 2010 – Sonderpreis Schauspiel beim Fernsehfilm-Festival Baden-Baden für In aller Stille
- 2011 – Grimme-Preis für In aller Stille
- 2011 – Jupiter Award in der Kategorie Beste TV-Darstellerin für Bis nichts mehr bleibt
- 2011 – Deutscher Fernsehpreis in der Kategorie Beste Schauspielerin für In aller Stille
- 2012 – Goldene Kamera als Beste deutsche Schauspielerin für Liebesjahre, Tatort
- 2012 – Grimme-Preis für Liebesjahre
- 2015 – Deutscher Filmpreis Beste weibliche Nebenrolle für Phoenix
- 2016 – Bayerischer Fernsehpreis als Beste Schauspielerin in den Kategorien Fernsehfilme / Serien und Reihen für Nacht der Angst[14]